# 晋安府
晋安府，中国古代的府。
金兴定二年（1218年）改绛州置，治所在正平县（今山西新绛县）。辖境相当今山西省翟山、新绛、曲沃、侯马、翼城、绛县、垣曲等市县及襄汾县南部地。元朝初年，复为绛州。 